# Westbrook (Maine)
Westbrook es una ciudad ubicada en el condado de Cumberland en el estado estadounidense de Maine. En el Censo de 2010 tenía una población de 17.494 habitantes y una densidad poblacional de 389,69 personas por km².

## Geografía
Westbrook se encuentra ubicada en las coordenadas 43°42′29″N 70°21′9″O / 43.70806, -70.35250. Según la Oficina del Censo de los Estados Unidos, Westbrook tiene una superficie total de 44.89 km², de la cual 44,35 km² corresponden a tierra firme y (1.21%) 0,54 km² son agua.

## Demografía
Según el censo de 2010, había 17.494 personas residiendo en Westbrook. La densidad de población era de 389,69 hab./km². De los 17.494 habitantes de Westbrook, el 92,34% eran blancos, el 2,32% eran afroamericanos, el 0,24% eran amerindios, el 1,91% eran asiáticos, el 0,07% eran isleños del Pacífico, el 0,62% eran de otras razas y el 2.49% pertenecían a dos o más razas. Del total de la población el 1,87% eran hispanos o latinos de cualquier raza.